# Angaracris barabensis
Angaracris barabensis är en insektsart som först beskrevs av Peter Simon Pallas 1773.  Angaracris barabensis ingår i släktet Angaracris och familjen gräshoppor. Inga underarter finns listade i Catalogue of Life.